# И Юаньцзи
И Юаньцзи́ (кит. упр. 易元吉, пиньинь Yi Yuanji; на Тайване и в старой англоязычной литературе часто используется транскрипция Уэйда — Джайлза: I Yüan-chi) (около 1000 — около 1064) — китайский живописец времен эпохи Северной Сун, прославившийся своим мастерством в изображении животных, в особенности обезьян. По свидетельству современников, он месяцами блуждал по горам на границе современных Хубэя и Хунаня, наблюдая за оленями и гиббонами в их естественной среде обитания.

## Биография и творчество
Основным источником сведений о художнике является его жизнеописание в трактате «Записки о живописи» теоретика и критика XI века Го Жосюя, который был современником И Юаньцзи. Го Жосюй сообщает следующее: «И Юаньцзи, второе имя Тинчжи, родом из Чанша. Изобретательно-талантливый и остроумный. Ему особенно удавались композиции картин. В картинах цветов, птиц, пчёл и цикад добивался изящества и (передавал) скрытое. Сначала писал цветы и фрукты. Когда увидел произведения Чжао Чана, восхитился ими, сдался. Позже он стремился прославить своё имя тем, чего не достигали старые мастера, поэтому он стал рисовать сайг и обезьян. Бродил между Цзин и Ху, углублялся больше чем на сто ли в горы Ваньшоу, чтобы посмотреть на чёрных обезьян, сайг и оленей, забирался туда, где открывались виды на леса и камни – всё увиденное входило в сердце и запечатлевалось навсегда. Он стремился передавать необузданно-свободные природные свойства. Часто оставался на многие месяцы и жил среди горцев. Вот до чего доходила его любовь к природе и усердие. Однажды за домом в Чанша он выкопал пруд, беспорядочно разбросал там камни, кусты цветов, бамбук, сломанный камыш и среди этого поселил водоплавающих птиц. Каждый день из окна внимательно наблюдал, пока (птицы) будут двигаться или покоиться, играть или отдыхать. Таким образом он обогатил удивительное мастерство своей кисти. В год цзячэн [1064] правления Чжипин, когда во дворце Цзинлин (景靈宮) строили павильон Сяоянь (景靈宮), Юаньцзи пригласили расписать ширмы для императора в павильоне Инлици (迎釐齊殿). Среди них была ширма с изображением камней на озере Тайху. Внизу он нарисовал знаменитых перепелов и голубей и прославленные цветы реки Ло. На боковых створках написал павлинов. Кроме того, в павильоне Шэнью расписал маленькую ширму, изобразив сайгу. Всюду до конца осуществлял свои замыслы. Когда Юаньцзи был призван ко двору, он с радостью принял этот приказ и сказал своим родственникам: «Всю жизнь я учился искусству, теперь могу его продемонстрировать». Через некоторое время он получил приказ нарисовать картину «Сто чёрных обезьян» для (украшения) западной стены зала Кайсянь. Придворным было велено наблюдать за его работой. Сначала ему дали двести тысяч (монет) на краску и тушь. Он нарисовал только десять обезьян и умер во время эпидемии. Юаньцзи постоянно занимался живописью, правила (его искусства) не такие, как у всех, идеи бывают вольные (шу), бывают прилежные (ми). Хоть не всё (в его искусстве) соответствовало законам учителей, однако он почитал старых мастеров. Этим он превзошёл веяния времени и пустил в обращение своё прекрасное имя. Если бы Юаньцзи закончил «Сто обезьян», он бы нашёл хозяина (для этой картины), однако он умер. Такая у него судьба! В поколения переданы: «Сайга и обезьяна», «Павлин», «Цветы и птицы четырёх сезонов», «Зарисовки овощей и фруктов». [В восточном зале дворца Цзяньлун есть превосходный олень, обезьяна, лес и камни его кисти. Однажды на ширме, которая находится перед залом Дуцзянь в городе Юйхан, он нарисовал сокола. Раньше там были гнёзда ласточек, после они там больше не появлялись.]»
Голландский синолог Роберт ван Гулик, знаток поведения гиббонов, отмечал, как натурально их изображение в полотнах И Юаньцзи. К примеру, И Юаньцзи никогда не рисовал «цепь гиббонов»: цепочку гиббонов, свисающих с дерева и держащих друг друга за руки — мотив, популярный в традиционном китайском искусстве, но не отражающий реального поведения этих обезьян.
И Юаньцзи провел большую часть своей жизни на юге Китая, служа учителем-наставником в конфуцианском храме своего родного города. В эру Чжипин (1064-1067) его два раза приглашали к императорскому двору для выполнения живописных работ. Первый раз  ко двору императора Инцзуна (英宗) в Кайфыне,он был приглашен в 1064 г. Художник расписал цветами, голубями и павлинами декоративные ширмы для императорских аудиенций в Зале Поста Инли в мавзолее Цзинлин. Позднее он вновь работал в императорском дворце. Последней работой, начатой И Юаньцзи, стала заказанная императором «картина ста гиббонов» (百猿图). Однако художник умер, нарисовав лишь несколько гиббонов. Ходили слухи, что он был отравлен завистливыми придворными художниками.
Известный сунский литератор, каллиграф и художник Ми Фу (1051—1107) в своём труде «Хуаши» (История живописи) посвятил И Юаньзи отдельную главу, в которой рассказывает о его превосходных свитках, и сетует о судьбе этого мастера «пуха и пера», которому завидовали члены Академии живописи и которому разрешали писать только обезьян и косуль; в конце концов, по сообщению Ми Фу, он был отравлен.
Живопись обезьян в китайском искусстве имеет свой символический смысл. И мартышки и гиббоны и человекообразные в китайском языке обозначаются одним словом «юань». В традиционном китайском календаре каждые 12 лет наступает год обезьяны, следовательно, приблизительно каждый 12-й житель Китая — «обезьяна». Одним этим фактом уже можно объяснить появление и распространения жанра изображения этого животного. Однако, кроме этого, обезьяна вызывала в людях романтические чувства в связи с тем, что, живя в горах и лесах, она ассоциировалась со свободой, уединением и неприступностью гор, а для китайских буддистов Обезьяний царь был одной из популярных фигур буддийской мифологии. Поэтому созданный И Юаньцзи жанр изображения обезьян был обречён на успех.
В музее искусств в Осаке хранится полотно И Юаньцзи, на котором изображено несколько дюжин гиббонов. Это горизонтальный шёлковый свиток шириной 30 см и длиной 120 см. Так как его композиция не имеет чётко выраженного начала, ван Гулик предполагает, что это концевая (левая) часть свитка, на котором художник первоначально изобразил (или намеревался изобразить) сто гиббонов. Это полотно в своё время принадлежало китайским императорам, и в 1755 г. известный своей любовью к живописи император Цяньлун собственноручно начертал на нём восьмистишие, восхваляющее И Юаньцзи и гиббонов.
Образ И Юаньцзи, его близость к природе, привлекает внимание и современных китайских художников.

## Список произведений И Юаньцзи

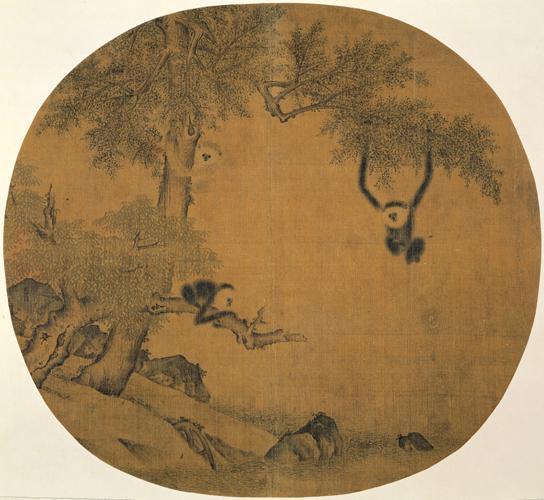
«Гиббоны играющие на дереве», картина на веере.

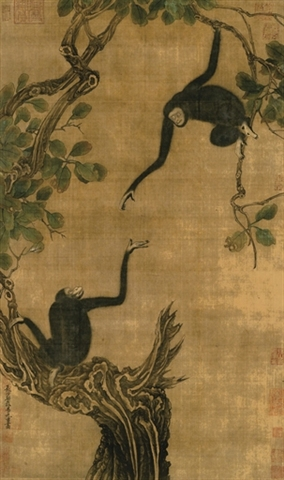
И Юаньцзи, «Два гиббона на дубе».

(по кн. James Cahill «An index of early Chinese painters and paintings: Tang, Sung, and Yüan» University of California Press. 1980, pp 104–105)
- Обезьяна и паук. Роспись веера. Приписывается. Южносунская работа? Пекин, Гугун
- Три обезьяны на старом суке. Роспись веера. Сунская работа. Гугун, Пекин
- Обезьяна сидящая на земле и держащая кошку на груди, вторая кошка наблюдает. Прекрасная работа в манере гун-би в бледных тонах. Свиток. Надпись Хуэйцзуна. Колофоны Чжао Мэнфу и Чжана Си. Подлинник? Гугун, Тайбэй
- Гиббоны и олень. Роспись веера. Приписывается. Вероятно составляет пару с картиной приписываемой Ма Шижуну в этом же собрании. Обе похожи на тщательно сделанные в минскую эпоху копии с сунских работ. Гугун, Тайбэй
- Три обезьяны на можжевеловом дереве. Роспись веера. Юаньская или более поздняя работа. Гугун, Тайбэй.
- Бамбук и кролики. Альбомный лист. Подписан. Поздняя копия. Гугун, Тайбэй
- Обезьяна хватающая птенца цапли из гнезда. Роспись веера. Приписывается. Ранее хранилась в коллекции  Манчжурского правящего дома.
- Самка обезьяны с детёнышем на дереве; внизу олень и оленёнок. Роспись веера. Приписывается. Коллекция Чжан Дацяня.
- Нахмурившаяся обезьяна на старом дереве. Альбомный лист. Приписывается. Ранее хранилась в коллекции Ц. Д. Чэня, Гонконг
- Три обезьяны на дубе. Роспись веера. Приписывается. Коллекция Чжана Бецзи, Тайбэй.
- Маленькие птички, собравшиеся на дереве возле камня. Фрагмент свитка? Стоит подпись. Работа периода Мин или Цин. Коллекция Бао Дуанчэнь.
- Обезьяны, играющие на деревьях и камнях. Свиток, шёлк, тушь. Приписана поэма императора Цяньлуна. Колофон юаньского художника Цянь Сюаня. Копия? Осака, Муниципальный музей.
- Белый гусь на речном берегу. Свиток; шёлк, тушь, краски. Приписывается. Осака, Муниципальный музей.
- Три гиббона, залезающие на дерево. Подписана именем художника. минская работа. Галерея Фрир, Вашингтон
- Несколько работ из музея Метрополитен, Нью-Йорк, которые ему приписываются: Пейзаж с козами (свиток); Цветы и птицы (свиток); Альбом с рисунками разной фауны; Обезьяны, напавшие на гнездо журавля (альбомный лист).
- Два гиббона, играющие на дереве локвы. Подписана. Поздняя работа. Британский музей, Лондон.
- Два чёрных гиббона на ветках дерева. Подписана именем художника. Печати сунского и минского периодов. Значительно более поздняя работа. Музей дальневосточных древностей, Стокгольм.
- Гиббон, сидящий на камне возле голого дерева. Альбомный лист. Сунская работа, приписываемая И Юаньцзи. Опубликована в издании Согена.